# Вердеревские
Вердеревские — древний русский дворянский род татарского происхождения, из рязанских бояр. 
Ветвь Мирославичей, одного из самых знатных родов Рязанского княжества. 
Род записан в VI часть родословной книги Рязанской губернии

## Происхождение и история рода
Происходит от золотоордынца "мужа честна", татарского мурзы Салахмира, который  вместе со старшим братом Едуганом (Еду-хан — предок дворян Хитрово) выехал (1371) в Рязанское княжество, крестился с именем Ивана Мирославича, получив титул боярина, женился на младшей сестре великого князя Олега Ивановича Рязанского, княжне Анастасии Ивановне.
Мирославичи не раз упоминаются в числе рязанских бояр XV и начала XVI веков. Салахмиров правнук, боярин Григорий Григорьевич, владел городком Верхдерев (старое название деревни Миролюбье, Милолюб), от названия Вердерев и происходит фамилия. После присоединения рязанского княжества к московскому, Василий да Семён Фёдоровым дети Вердеревских получили (1522) от великого князя Василия III Васильевича жалованную подтвердительную грамоту на вотчинные земли в Рязанском уезде «…и яз князь великий Василий Иванович сыскав жалованной их грамоту великого князя Рязанского Олга и по книгам великих князей Рязанских, пожаловал их той отчиною, тако же теми деревнями и селищими и с пустошами и со всем тем угодьем, а по книгам великих князей резанских межа той их отчины от молвинских верхов лесом …». Вердерев оставался за родом Вердеревских вплоть до отмены крепостного права (1861).
Крупные землевладельцы Рязанской губернии, владели поместьями в XVI столетии в Рязанском, Пронском, Зарайском и Ряжском уездах. Василий Фёдорович сопровождал посольство в Турцию (1515).
Пятеро представителей рода владели населёнными имениями (1699).

## Описание гербов

### Герб Вердеревских 1785 г.
В гербовнике Анисима Титовича Князева 1785 года на странице 45 помещено изображение герба № 53 (15) Вердеревских Ивана Ивановича и других однофамильцев и имеется запись: Вердеревские. В числе Высочайше утвержденных герба Вердеревских не имеется.  Подобный изображенному на печати герб, имеется на находящемся на Лазаревском кладбище Александро-Невской лавры памятнике Николая Ивановича Вердеревского. Николай Иванович Вердеревский, генерал-лейтенант Свиты Его Императорского Величества и разных орденов кавалер, умер 26 июля 1812 г. на 44 году.
Герб Ивана Ивановича Вердеревских: Щит разделен на две равные части поперек и верхняя часть разделена пополам вертикально. В щите изображено:  внизу щита имеющий красное поле изображен серебряный месяц рогами вверх. В верхней левой части в серебряном поле изображение желтой (золотой) восьмиконечной звезды. В верхней правой части имеющей серебряное поле  изображен белый (серебряный)  меч.  Меч изображен под углом : вверху левого угла рукоять,  внизу правого угла  остриё.  Над щитом дворянская корона.

## Родословные росписи Вердеревских
Имелись четыре исторических росписи Вердеревских и Апраксиных-Вердеревских поданных в Палату по общему правилу.   Сохранились три родословные росписи Вердеревских, за исключением одной из этих родословных, которая погибла вместе с массой других документов и росписей от разгрома французами Разрядного Архива (1812) в Московском Кремле. Из общего числа Родословных записей, около 600, осталось 163 столбца, которые в силу их исторической ценности переписаны Архивом в начале 60-х годов XIX века и целиком составляют две объёмистые книги под заглавием:  “Родословные Росписи Российского дворянства”. Документы для внесения в "Бархатная книга" были поданы в 1686 году в период с 01 февраля по 26 марта. Родословная роспись (поколенная) была предоставлена Иваном Вердеревским.

### Родословная Вердеревских 1686 г.
В лето 6879 (1371г.), в дни великого князя Олега Ивановича Рязанского, в его великое княжение, во время нашествия от сопротивных на него пленения ради Рязанской земли, для очищения той Рязанской земли по ево, великого князя, прошению приехал из Большой Орды Солохмир Мирославов сын с силою и чинил ему, великому князю, многие вспоможения. И, по отшествия той нашедшей силы от Рязанской земли, он, Салохмир, проразумев о православной истинной над всеми сиятельной веры и по прошению ево-же великого князя Олега Рязанского, прииде к нему, восприняв православную христианскую веру, а во крещении реченно имя ему Иоанн. И князь великий Олег Иванович, видя его в воинстве много люда и славна и в породе мужа честна, дал за него сестру свою родную великую княжну Настасью Ивановну.  Да ему ж дал вотчины: Верхдерев, Веневу, Растовец,, Михайлово поле, Безлуцкий стан и писал он, великий князь Олег Иванович, его Ивана Мирославовича, в то своё великое княжение в своих жалованных грамотах зятем своим, а жаловал вотчинами и писал Иваном Мирославовичем.    У Ивана Мирославовича сын Григорей, и его, Григорья Ивановича, великий князь Иван Федорович Рязанский, внук великого государя Олега Ивановича, писал в жалованных грамотах дядею своим и жаловал вотчинами и писал Григорьем Ивановичем. И таковы жалованные вотчинные грамоты Переславля Рязанского в Солотчинском монастыре и по тем грамотам вотчины и ныне владеют того Солотчинского монастыря архимандрит з братией. Да ему ж, Григорью Ивановичу, пожаловал великий князь Федор Иванович Рязанский свою, великого князя, жалованную грамоту, и в той грамоте писал он, великий князь,Федор Иванович, ево, Григорья Ивановича, дядею своим. А та жалованная подлинная грамота в свидетельство и ныне есть. А каторую вотчиную ево, Григорья Ивановича, пожаловал, и та вотчина и ныне за нами. У Григорья Ивановича Салохмирова дети: Григорий, да Михайло. прозвище Абумайло, да Иван, прозвище Канчей, да Костентин, прозвище Дивной, бездетен, все были у великих князей рязанских в их великое княжение бояре. И Григорей Григорьевич сын сяде на отчину свою Верхдереву, и потому стал слыть Верхдеревской.

## Известные представители
- Вердеревский Василий Григорьевич — рязанский боярин (1464).
- Вердеревский Фёдор Григорьевич — рязанский боярин, упомянут в актах (1486—1487).
- Вердеревский Фёдор Васильевич — конюший великой княгини Анны Васильевны Рязанской (1491)[16];
- Вердеревский Павел Васильевич — боярин рязанский великой княгини Анны Васильевны Рязанской (1504)[17].
- Вердеревский Василий — воевода на Рязани (1539)[18];
- Вердеревский Роман-Кудаш Григорьевич — воевода в Брянске (1543), голова в Муроме (1583), Брянске (1584).
- Вердеревский Никита Семёнович — воевода в Дедилове (1555), Рязани (1558).
- Вердеревский Клементий-Кушник Григорьевич — воевода в Данкове (1569).
- Вердеревский Гур Григорьевич — участвовал в Немецком походе Ивана IV Грозного (1577), голова Михайлова (1584), Пронске (1588), Болохове (1589)[19];
- Вердеревский Роман Яковлевич — участвовал в Немецком походе Ивана IV Грозного (1577), воевода в Пронске (1580), Брянске (1581—1582), голова «в цареве на Санчюрине» (1590)[20];
- Вердеревский Пётр Афанасьевич — второй воевода передового полка в походе из Пскова в Ливонию (1579).
- Вердеревский, Василий Никитич — осадный голова в Михайлове (1584—1585), голова и судья в Пронске (1586), послан в Сибирь на два года вместе с воеводами (1588), голова в Михайлове (1592)[21];
- Вердеревский Григорий Михайлович — осадный голова в Михайлове (1586), Пронске (1587), Тверском городке (1588)[22];
- Вердеревский Пётр Григорьевич — воевода Рязани (1694—1705)[23].
- Вердеревский Иван Петрович — воевода Крапивны (1632)[24].
- Вердеревский Василий Петрович — думный дворянин, воевода[25] в Чугуеве (1693).
- Вердеревский Григорий Иванович — воевода в Белгороде (1662).
- Вердеревский Григорий Иванович — стольник и воевода в Переяславле Южном (1666)[26]
- Вердеревский Иван Иванович — стольник, воевода в Севске (1671),  Короче (1687).
- Вердеревский Иван Петрович — воевода в Пелыме (1625—1627).
- Вердеревский Игнатий Глебович — воевода в Карпове (1648).
- Вердеревский Игнатий (без отчества) — стольник, воевода в Вязьме (1664—1665)
- Вердеревский Михайло Петрович — стольник, воевода в Одоеве (1641—1642), Смоленске (1655—1656), Переславле-Залесском (1659—1665).
- Вердеревский Юрий Васильевич — воевода в Пронске (1614), Туле (1617—1619) (два раза);
- Вердеревский Данила Никитич — воевода Михайлова (1656)[27];

- Вердеревский, Александр — русский поэт 1830―1840-х гг.
- Вердеревский, Василий Евграфович (1801—1872) — поэт, переводчик.
- Вердеревский, Виктор Николаевич — Георгиевский кавалер; подполковник; № 7011; 4 декабря 1843.
- Вердеревский, Владимир Николаевич — Георгиевский кавалер; прапорщик; № 7724; 25 ноября 1847.
- Вердеревский, Дмитрий:[править]  -  Вердеревский, Дмитрий Дмитриевич (1904—1974) — советский фитопатолог, заслуженный деятель науки Молдавской ССР.
  -  Вердеревский, Дмитрий Николаевич (1873—1947) — контр-адмирал, морской министр Временного правительства (1917).
- Вердеревский, Евграф Алексеевич (1825 — после 1867) — русский писатель и журналист.
- Вердеревский, Илья Иванович — Георгиевский кавалер; лейтенант; № 2266; 26 ноября 1810.
- Вердеревский, Никита Семёнович — воевода, в 1554 году первый воевода в Дедилове, в 1558 году воевода в Ряжске.
- Вердеревский, Николай:[править]  -  Вердеревский, Николай Алексеевич (1753—1797) — российский государственный деятель, в 1795—1797 наместник Подольского наместничества.
  -  Вердеревский, Николай Иванович (1768—1812) — генерал-адъютант, астраханский и кавказский губернатор.
- Вердеревский, Семён Фёдорович — воевода, в 1536 году среди других воевод в Рязани, в 1537 году второй воевода в Пронске.

## Усадьбы принадлежащие Вердеревским
Вердерево. Глебово-Городище, Ерлино, Долматово, Храпово (ныне в черте г.Рязань), Мостье, Гулынки, Моховое, Никольское, КурбатовоВердеревщино (ныне Бондарский район,Тамбовской области).

## Храмостроители Вердеревские[28]
Представителями рода Вердеревских сооружены храмы:
- "Покрова Богородицы" — церковь возведена в 1686 году в селе Храпово (ныне р-н г. Рязань) Ф.Г. Вердеревским.
- Церковь в Троицком монастыре г. Рязань возведена в 1752 году в честь Сергия Радонежского (покровителя родов идущих от Салахмира) на средства А.П. Вердеревского.
- "Успенская церковь" в селе Глебово-Городище Рязанской губернии построена в 1694 году П.Г. Вердеревским, вместо прежней деревянной.
- Церковь "Богородицкая" в селе Гулынки Рязанской губернии построена Петром Косминым сыном Вердеревского в 1727 году (утрачена).
- Церковь во имя Сергия Радонежского в Скопинском уезде Рязанской губернии построена в 1691 году стольником И.И. Вердеревским.